# Zabenhausen
Koordinaten: 51° 18′ 12″ N, 9° 8′ 24″ O
Zabenhausen war eine Dorfsiedlung in der heutigen Gemarkung von Leckringhausen, einem Stadtteil von Wolfhagen im nordhessischen Landkreis Kassel.
Der Ort befand sich etwa 500 m westlich von Leckringhausen auf 342 m Höhe unmittelbar östlich unterhalb des Gipfels einer heute bewaldeten Anhöhe im Stadtwald von Wolfhagen. Er fand erstmals in den Jahren 1218–1227 in Urkunden des Klosters Hasungen als „Zabenhusen“ schriftliche Erwähnung. Er wird in der Folgezeit in anderen Urkunden auch als „Zavenhusen“ (1298, 1309), „Sabenhusen“ (1350) und „Czabenhusen“ (1437) bezeichnet.
Zur Geschichte des Orts ist praktisch nichts bekannt. Als Landgraf Ludwig I. von Hessen im Jahre 1435 dem Ritter Reinhard von Dalwigk und dessen Mündel Friedrich IV. von Hertingshausen als Mannlehen Zabenhausen, Bründersen (Brungershusen) und Ippinghausen gab, waren all drei Orte bereits Wüstungen. 1448 wurden die beiden nach wiederholtem Landfriedensbruch vom Landgrafen und dem Mainzer Erzbischof Dietrich durch Entzug großer Teile ihres Lehnsbesitzes, darunter auch Zabenhausen, bestraft.